# 马克特谢伦贝格
马克特谢伦贝格是德国巴伐利亚州贝希特斯加登县的一个市镇。总面积17.66平方公里，总人口1803人，其中男性933人，女性870人（2011年12月31日），人口密度102人/平方公里。